# Cetotherium
Cetotherium — вимерлий рід вусатих китів родини Cetotheriidae.

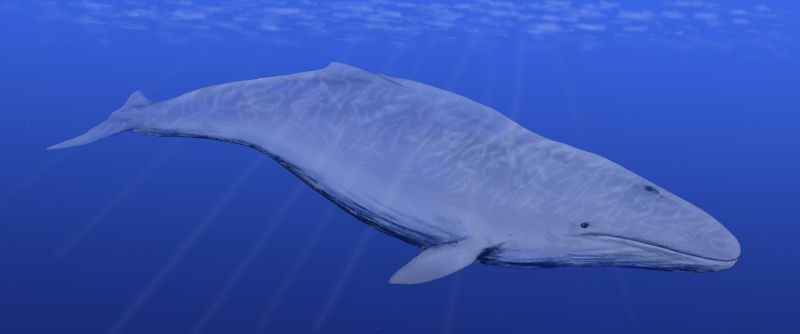
Реставрація

## Таксономія
Вважалося, що Cetotheriidae вимерли в пліоцені до 2012 року, коли була висунута гіпотеза, що карликовий кит був єдиним вижилим видом цієї родини.

## Еволюція
Цетотери виникли в епоху олігоцену. З еволюційної точки зору, ці кити мають деякі характеристики Balaenopteridae та Eschrichtiidae.

## Палеобіологія
Записи скам'янілостей виявили зв'язок хижак-жертва між великими акулами (наприклад, O. megalodon) і цетотеріїдами. Хижий зубатий кит Livyatan melvillei також міг становити загрозу для цих китів.